# Polyplax waterstoni
Polyplax waterstoni är en insektsart som beskrevs av Bedford 1919. Polyplax waterstoni ingår i släktet Polyplax och familjen ledlöss. Inga underarter finns listade i Catalogue of Life.